# Villa Puccini di Scornio
La Villa Puccini di Scornio è una villa appartenuta alla famiglia di Niccolò Puccini presso Pistoia, situata in località Scornio in via Dalmazia 356.

## Storia e descrizione
Tommaso Puccini, medico alla corte granducale di Firenze XVIII secolo, commissionò il progetto della villa e del giardino all'italiana destinato alla coltivazione degli agrumi a Francesco Maria Gatteschi, ma la costruzione restò incompiuta alla sua morte. Il salone nobile e le sale adiacenti si ornano degli affreschi dei migliori artisti fiorentini del tempo, fra i quali Giovanni Domenico Ferretti. Giuseppe Puccini  ne affidò la ristrutturazione neoclassica all'ingegnere pistoiese Bonsignore. Tra il 1825 e il 1845, Niccolò Puccini, figlio di Giuseppe, fece costruire il parco attorno alla villa, portando avanti i lavori intrapresi dal fratello Domenico per arricchire le attrattive naturali con l'elemento artificiale di due laghetti. Inoltre, attraverso l'inserimento di statue rappresentanti personaggi di spicco nel mondo intellettuale, si voleva esaltare il progresso culturale e scientifico in Italia, in modo da provocare nello spettatore sia un piacere estetico che etico. A tal fine vennero collocate nel parco statue di Dante, Francesco Ferrucci, della Sapienza, di Michelangelo Buonarroti, nonché l'emiciclo di Galileo e, su progetto di Giuseppe Martelli, il tempio pitagorico. A Capostrada fece erigere una statua in cotto raffigurante Carl Linneo.

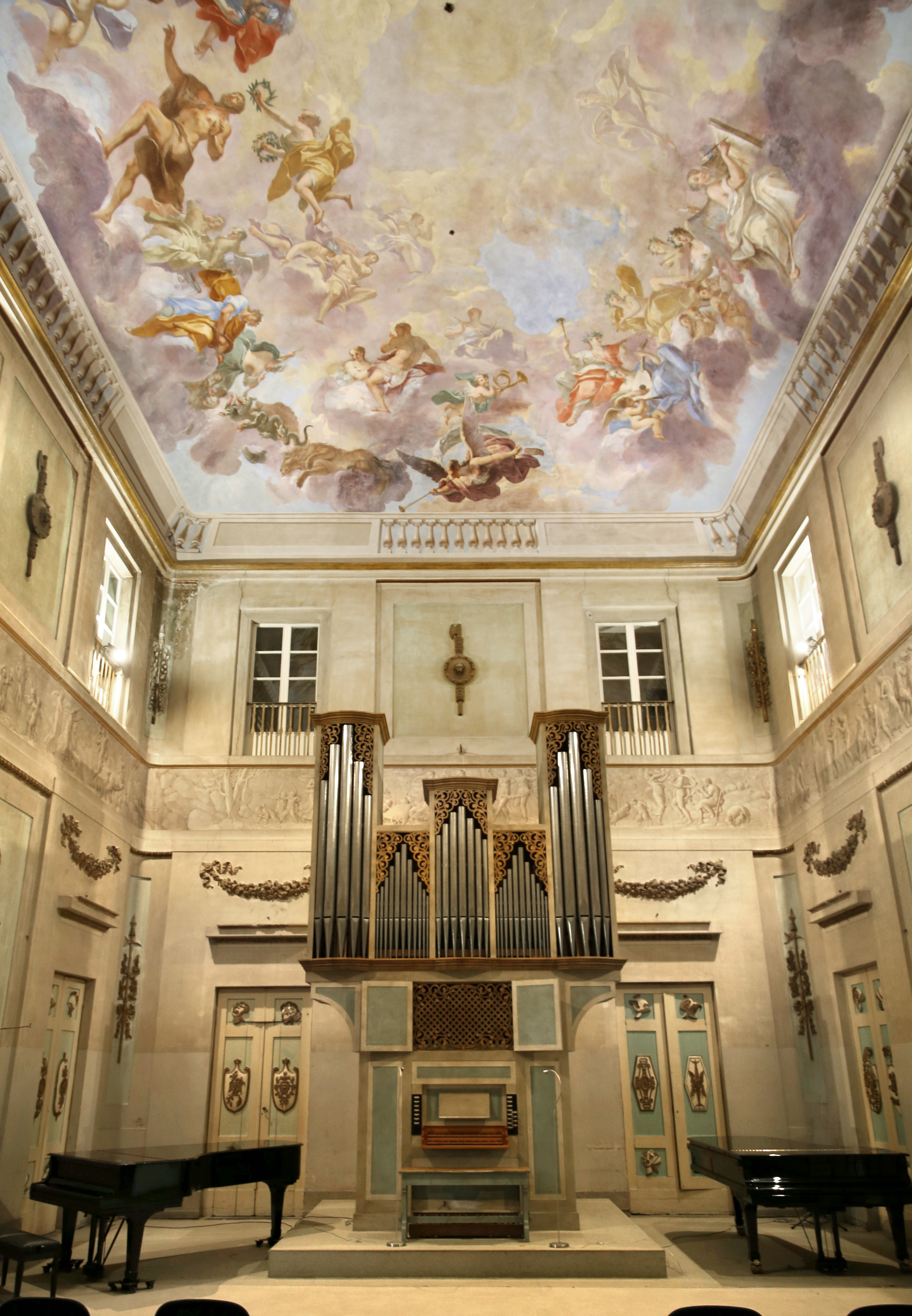
Il salone della villa

Secondo il gusto romantico del XIX secolo, furono costruiti due esempi di "revival Gotico", una chiesa ed un castello medievale miniaturizzato. Altri edifici rappresentavano le diverse fasi della civiltà; inoltre Alessandro Gherardesca vi innalzò il "Pantheon degli uomini illustri", una costruzione di matrice neoclassica schermata da colonne ioniche.
Il parco, che raggiunse l'estensione di 123 ettari, si apriva al popolo durante le giornate estive della Festa delle Spighe, contaminazione di antichi riti pagani propiziatori della fertilità dei campi, processioni cristiane verso il colle del Romitorio e del Calvario, gare e giochi volti a educare il popolo.
Alla morte di Niccolò Puccini nel 1852 per sua volontà i suoi beni furono messi all'asta e la proprietà fu frazionata. 
La villa nel 1928 passò all'"Asilo di Mendicità Vittorio Emanuele II" e fu sede fino al 1999 di una Casa di Riposo per Anziani. Dal 1984 è proprietà comunale. La collezione di opere d'arte situata nella villa è oggi ospitata nel Museo Civico di Pistoia.
Allo stato attuale molti manufatti, per mancanza di manutenzione, si trovano in uno stato di decadenza.
Il castello medievale, una delle poche cose ben conservate, è un'abitazione privata; la chiesa in stile gotico inglese è una falegnameria, le altre costruzioni, come l'emiciclo di Galileo, sono diventate ricoveri d'attrezzi agricoli.
L'insieme delle piante è in gran parte composta da querce (Quercus ilex, Quercus robur, Quercus pubescens, Quercus petraea), platani del viale d'ingresso, cipressi argentati americani, cedri del Libano, pini, tigli, siepi in bosso e alloro, ma quelle che hanno caratterizzato il parco sono le camelie, essenze esotiche in uso secondo la moda del tempo.
Attualmente all'interno della villa si trovano la Scuola di musica e la scuola di Danza "T. Mabellini".